# Reino de Bernicia
Bernicia (en anglosajón: Bernice, Bryneich, Beornice) fue un reino anglosajón establecido por los anglos, entre el c. 420 y el 634, en el siglo V en lo que hoy en día es el noreste de Inglaterra. 
El territorio anglo de Bernicia fue aproximadamente equivalente al área que los condados de Northumberland y Durham ocupan hoy en día, desplazándose desde el río Tweed hasta el río Tees. A principios del siglo VII, se unió con su vecino del sur, Deira, para formar el reino de Northumbria y por ende sus fronteras se expandieron considerablemente.

## Bryneich britana

Mapa de c. 600, se muestran los reinos de la época, como Bernicia, Deiray y Northumbria.

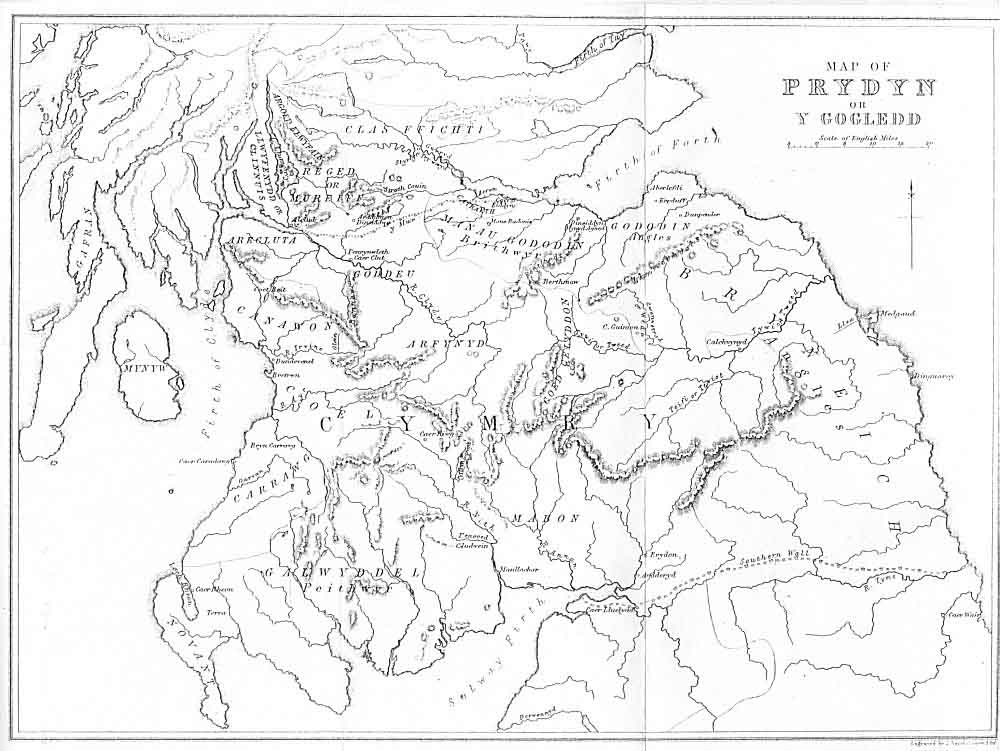
Yr Hen Ogledd o «El Viejo Norte». Un mapa del norte de la isla de Britania antes de la conquista anglosajona escocesa. Bryneich se puede apreciar en la parte derecha del mapa.

Bernicia es mencionada en poemas escritos en galés antiguo por Nennius y en otros escritos bajo el nombre de Bryneich o Brynaich. No está muy claro si esto es simplemente la traducción del nombre al galés, o si existió un antiguo reino britano anterior al de Bernicia. Sin embargo, el nombre parece derivarse de la palabra britónica Bernicca, que significa “tierra de pasos de montañas”, lo que concuerda con la segunda hipótesis.
Este reino britano fue formado a partir de las anteriormente tierras bajas de los Votadini, posiblemente como parte de la división de un supuesto “gran reino septentrional” del rey Coel Hen en 420. Este reino septentrional es mencionado por eruditos galeses como Yr Hen Ogledd o, literalmente, "El Viejo Norte". El reino pudo haber sido dirigido desde Bamburgo, el cual definitivamente aparece en fuentes galesas como Din Guardi. Cerca de esta residencia importante está la isla de Lindisfarne (conocida antiguamente en galés como Ynys Metcaut), la cual se convirtió en la diócesis de los obispos bernicianos. No se sabe cuándo los Anglos finalmente conquistaron toda la región, pero es probable que hubiera sido alrededor del año 604.

## Bernicia anglosajona
Algunos de los anglos de Bernicia pudieron haber sido empleados como mercenarios junto al muro de Adriano durante el último periodo romano. Se cree que otros emigraron hacia el norte (por mar) desde Deira a principios del siglo VI. El primer rey anglo del que existe información, fue Ida, quien se dice que obtuvo el trono y el reino alrededor del año 547. Sus hijos estuvieron muchos años luchando contra una fuerza unificada de los reinos britónicos que rodeaban Bernicia, hasta que esa alianza colapsó en una guerra civil.

## La unión forzada de Northumbria

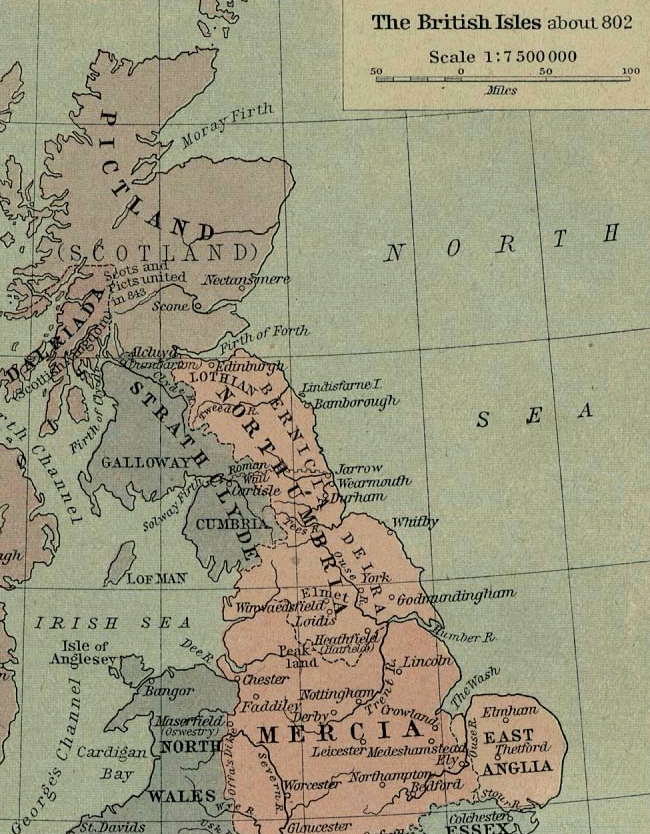
Mapa de William Shepherd de las islas británicas c. 802. Los reinos de Northumbria, Bernicia, Deira y otros.

El nieto de Ida, Eteelfrido, unificó Deira con su reino de Bernicia por la fuerza alrededor del año 604. Reinó en ambos reinos (uniéndolos bajo el nombre de Northumbria) hasta que fue derrotado y asesinado por Raedwald de Anglia Oriental (quien había dado refugio a Edwin, hijo de Aella, rey de Deira) alrededor del año 616. Edwin entonces se convirtió en rey. Los primeros años del reinado de Edwin estuvieron posiblemente dedicados a combatir la poca resistencia que quedaba de los exiliados britanos de Bryneich, que operaban a través del reino Gododdin. Después de completar la pacificación de la población britónica en Bernicia, se dedicó a la subyugación de Elmet (un territorio de idioma cúmbrico que existió en el área que hoy en día es West Riding de Yorkshire, cerca de Leeds), lo que llevó a un conflicto directo con Gales.
Después de la desastrosa Batalla de Hatfield Chase el 12 de octubre de 633, en la cual Edwin fue derrotado y asesinado por Cadwallon ap Cadfan de Gwynedd y Penda de Mercia, Northumbria, otra vez más, se dividió en Bernicia y Deira. Bernicia fue entonces brevemente regida por Eanfrido, hijo de Eteelfrido, pero un año después este fue a encontrarse con Cadwallon para tratar de conseguir la paz y fue asesinado. Oswaldo, el hermano de Eanfrido, creó un ejército y finalmente derrotó a Cadwallon en la Batalla de Heavenfield en 634. Después de su victoria, Oswaldo fue reconocido como rey de Bernicia y Deira y, por lo tanto, los unificó definitivamente bajo el nombre de Northumbria.

## Reyes de Bernicia

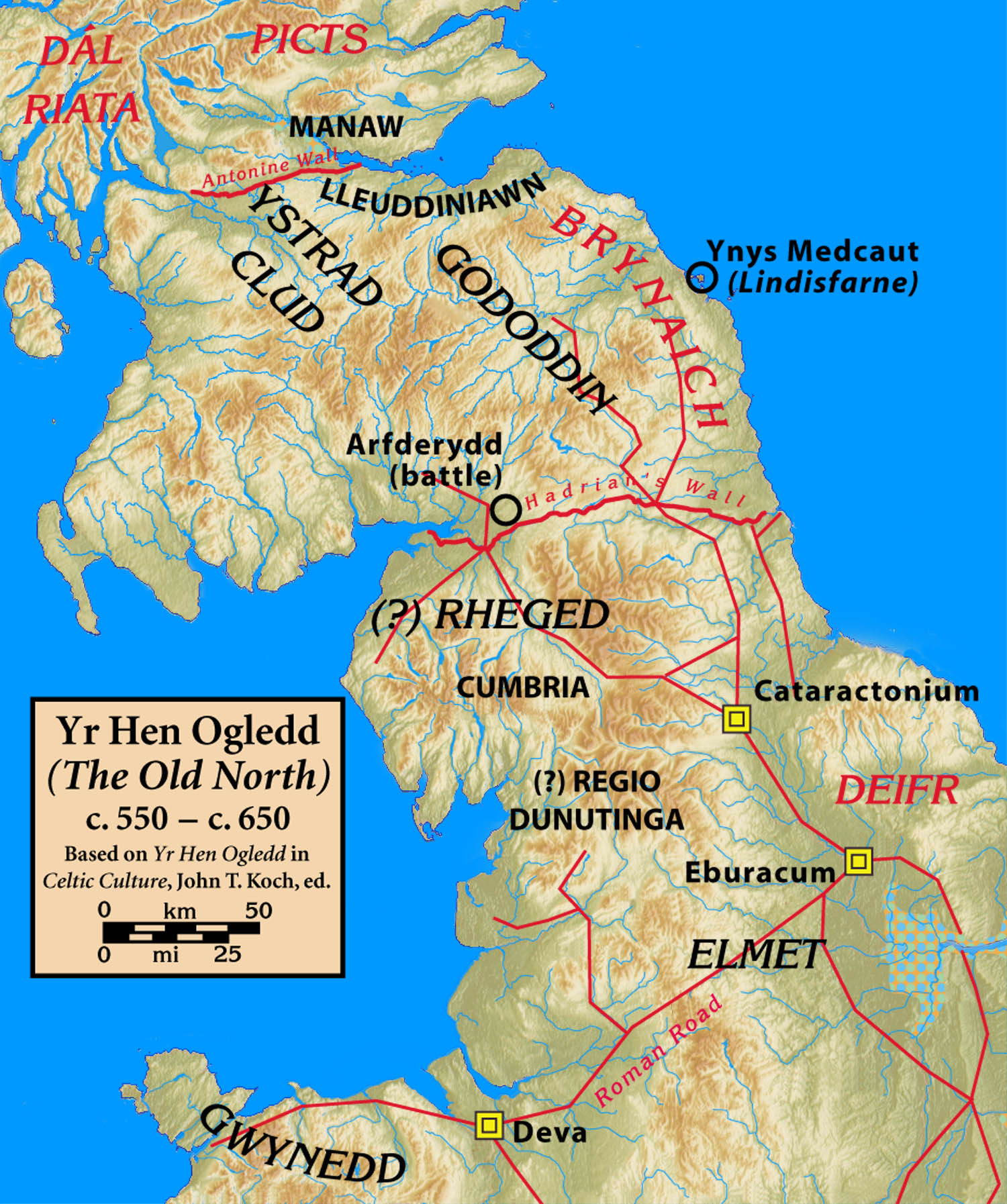
Y Hen Gogledd

| Reinado                           | Incumbente             | Notas |
| --------------------------------- | ---------------------- | --- |
| fl.500 - fl.c.520                 | Esa (Oesa)             | Hijo de Ingwy. Fundó el reino de Bernicia. Su familia y linaje se lista en la Crónica anglosajona.                                                                        |
| fl.c.520-547                      | Eoppa                  | Hijo de Esa. |
| 547 - 559                         | Ida                    | Hijo de Eoppa. Se casó con Bearnoch y tuvieron 8 hijos, de los cuales 6 fueron reyes.                                                                                     |
| 559 - 560                         | Glappa (Clappa)        | Hijo de Ida. |
| 560 - 568                         | Adda                   | Hijo de Ida. |
| 568 - 572                         | Ethelric               | Hijo de Ida. |
| 572 - 579                         | Theodric (Deoric)      | Hijo de Ida. |
| 579 - 585                         | Frituwaldo (Frithewlf) | Hijo de Ida. |
| 585 - 593                         | Hussa                  | Probablemente hijo de Ida. |
| 593 - 616                         | Eteelfrido             | Hijo de Ethelric. Fue el primer rey de Northumbria. Murió en batalla. |
| Dinastía deirana                  |                        | |
| 616 - 12 de octubre de 632        | Edwin                  | Rey de Deira, que se convirtió en rey de Northumbria y por lo tanto de Bernicia también. Murió en batalla a manos de Cadwallon ap Cadfan. Santo.                          |
| Regreso de la dinastía berniciana |                        | |
| finales de 632 - 633              | Eanfrido               | Hijo de Eteelfrido. Murió a manos de Cadwallon. |
| 634 - 5 de agosto de 641          | Oswaldo                | Hijo de Eteelfrido. Dio muerte a Cadwallon. Rey de Northumbria. Murió a manos de Penda de Mercia. Santo.                                                                  |
| finales de 641 - 655              | Oswiu                  | Hijo de Eteelfrido. Logró unificar los reinos y formó una Northumbria estable. Dejó de ser rey de Bernicia en el año 655, para convertirse en el rey de toda Northumbria. |